# .tc
.tc je internetová národní doména nejvyššího řádu pro Turks a Caicos.